# زواج رجال الدين

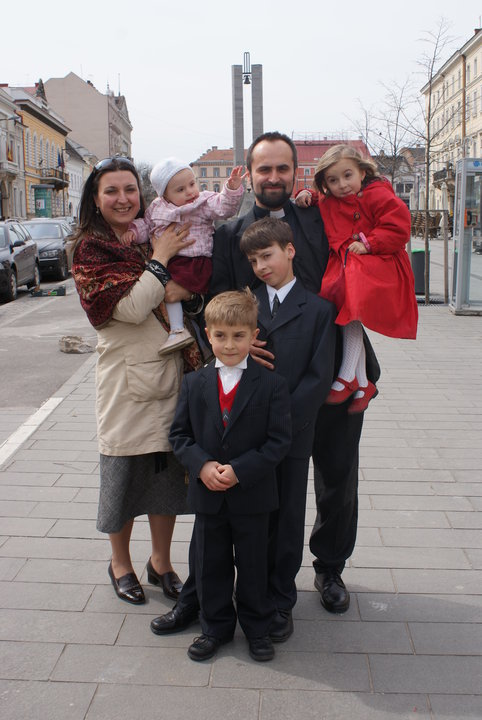
رجل دين كاثوليكي شرقي من رومانيا وزوجته وأطفاله.

زواج رجال الدين ويعني السماح لرجال الدين بممارسة الزواج. وزواج رجال الدين موجود ومعترف فيه في الديانة اليهودية، في حين في الديانة المسيحية تختلف وجهات النظر بالنسبة لزواج رجال الدين؛ إذ تمنع الكنيسة الكاثوليكية زواج الكهنة، مع وجود استثناء في الكنائس الكاثوليكية الشرقية التي تسمح بزواج الكهنة شرط أن يتم قبل نيل السر، وينذر الرهبان نذر العفة أي البتولية إلى جانب الطاعة والفقر. بينما تسمح الكنائس الأرثوذكسية الشرقية والمشرقية في زواج الكهنة وتفرض البتولية على الرهبان وحدهم، وكذلك حال الكنائس البروتستانتية التقليديّة، أما البروتستانتية غير التقليدية فلا يوجد لديها سر كهنوت من الأساس، وغالبًا ما يكون القسس والأساقفة البروتستانت من المتزوجين.
وفقًا ساندرا بيل، المحاضرة في علم الانثروبولوجي في جامعة درهام ومؤلفة كتاب الرهبنة والثقافة والمجتمع، إن القضية الأساسية لا تتعلق بالعقيدة، "إنها ليست عقيدة أساسية في الكنيسة الكاثوليكية، إنها مجرد قانون"، تاريخيًا كان عدد من باباوات الكنيسة الرومانية الكاثوليكية متزوجين، منهم البابا إسكندر السادس ويوليوس الثاني وغيرهم، كما أنّ القديس بطرس أول بابا كان متزوجًا، وتبعًا للتقاليد المسيحية فقد كانت له ابنة.
في العالم المسيحي الغربي أحدث مارتن لوثر ثورة إصلاحية شملت السماح للقسس بالزواج، وكان مارتن لوثر نفسه قد تزوج من كاترينا فون بورا في 13 يونيو 1525.
أدى وجود زواج رجال الدين إلى نشوء طبقة كهنوتية وراثية وكانت على رأس الطبقات الاجتماعية في العالم المسيحي الشرقي، ومن أبرز هذه المجتمعات إكليروس أوكرانيا الغربية والتي شكلت طبقة كهنوتية متماسكة ووراثية. وكانت طبقة إكليروس أوكرانيا الغربية أشبه بطبقة النبلاء وتمتعت بمستوى ثقافي عال وكانت ناشطة سياسيًا. في الكنيسة الروسية الأرثوذكسية، شكل رجال الدين، مع مرور الوقت طبقة وراثية من الكهنة. وكان الزواج من خارج هذه العائلات الكهنوتية ممنوع منعاً باتاً؛ وفي الواقع لم يتسامح بعض الأساقفة مع رجال الدين الذين يتزوجون من خارج الأسر الكهنوتية في أبرشيتهم. في عام 1867 ألغى السينودس مطالبة الأسر بمواقع كهنوتيَّة.